# Saxicola
Saxicola – rodzaj ptaków z rodziny muchołówkowatych (Muscicapidae).

## Zasięg występowania
Rodzaj obejmuje gatunki występujące w Eurazji, Afryce i Oceanii.

## Morfologia
Długość ciała 11–17 cm, masa ciała 11–26 g.

## Systematyka

### Etymologia
Łacińskie saxum, saxi – „kamień”; -cola – „mieszkaniec” < colere – „zamieszkiwać”.

### Podział systematyczny
Do rodzaju należą następujące gatunki:
- Saxicola jerdoni (Blyth, 1867) – kląskawka czarno-biała
- Saxicola ferreus J.E. Gray & G.R. Gray, 1847 – kląskawka szara
- Saxicola gutturalis (Vieillot, 1818) – kląskawka białobrzucha
- Saxicola rubetra (Linnaeus, 1758) – pokląskwa
- Saxicola macrorhynchus (Stoliczka, 1872) – kląskawka białobrewa
- Saxicola caprata (Linnaeus, 1766) – kląskawka czarna
- Saxicola insignis J.E. Gray & G.R. Gray, 1847 – kląskawka mongolska
- Saxicola leucurus (Blyth, 1847) – kląskawka białosterna
- Saxicola torquatus (Linnaeus, 1766) – kląskawka afrykańska
- Saxicola tectes (J.F. Gmelin, 1789) – kląskawka białogardła – takson wyodrębniony ostatnio z S. torquatus[7][8][9][10]
- Saxicola maurus (Pallas, 1773) – kląskawka syberyjska – takson wyodrębniony ostatnio z S. torquatus[7][8][9][10]
- Saxicola rubicola (Linnaeus, 1766) – kląskawka zwyczajna – takson wyodrębniony ostatnio z S. torquatus[7][8][9][10]
- Saxicola dacotiae (Meade-Waldo, 1889) – kląskawka kanaryjska